# Diamond Stars FC
El The Diamond Stars of Kono FC es un equipo de fútbol profesional de Sierra Leona que juega en la Liga Premier de Sierra Leona, la liga de fútbol más importante del país.

## Historia
Fue fundado en el año 1954 en la ciudad de Koidu, en el distrito de Kono, y su nombre se debe a que esa región conocida por sus reservas de diamantes y su dueño es la Koidu Holdings, una compañía de explotación minera de diamantes. 
Ha sido campeón de Liga en 2 ocasiones, siendo el primer equipo que no es de la capital Freetown en conseguirlo y ha ganado el torneo de Copa en 1 ocasión. Es uno de los equipos más populares de Sierra Leona a pesar de no contar con muchos títulos.
A nivel internacional ha participado en 5 torneos continentales, donde su mejor participación ha sido en la Copa CAF 1994, donde avanzó hasta los cuartos de final.

## Palmarés
- Liga Premier de Sierra Leona: 1

2012
- Copa FA de Sierra Leona: 1

1992

## Participación en competiciones de la CAF
| Temporada | Torneo                      | Ronda            | Club               | Casa  | Visita | Global      |
| --------- | --------------------------- | ---------------- | ------------------ | ----- | ------ | ----------- |
| 1989      | Recopa Africana             | 1                | Bendel United      | 0-0   | 0-2    | 0-2         |
| 1993      | Recopa Africana             | Preliminar       | AC Semassi FC      | w.o.1 | w.o.1  | w.o.1       |
| 1994      | Copa CAF                    | Preliminar       | Boavista           | 4-1   | 1-3    | 5-4         |
| 1994      | Copa CAF                    | 1                | CI Kamsar          | 1-0   | 0-1    | 1-1 (4-3 p) |
| 1994      | Copa CAF                    | 2                | Unisport de Bafang | 1-2   | 0-2    | 1-42        |
| 1994      | Copa CAF                    | Cuartos de final | Al-Mourada         | w.o.3 | w.o.3  | w.o.3       |
| 2013      | Liga de Campeones de la CAF | Preliminar       | AFAD Djekanou      | 1-1   | 1-5    | 2-6         |
| 2014      | Liga de Campeones de la CAF | Preliminar       | Raja Casablanca    | 1-2   | 0-6    | 1-8         |

1- El Diamond Stars abandonó el torneo.

2- El Unisport de Bafang fue descalificado por alinear a un jugador inelegible para el partido de vuelta.

3- El Diamond Stars abandonó el torneo.

## Jugadores

### Jugadores destacados
- Mohamed Dabundeh
- Francis Koroma
- Chiquita Sesay (jugó profesionalmente en Suecia con el Eskilstuna City FK)[4]
- Komba Yomba